# Projekträume in Basel
Als Projekträume (Offspaces oder Artist-run-space) in Basel wird eine Reihe von Projekträumen und nicht institutionellen Ausstellungsräumen in und um Basel zusammengefasst. Sie decken ein weites Spektrum ab, ihr Schwerpunkt liegt auf der zeitgenössischen Kunst. Sie beherbergen zahlreiche Projekte und Ausstellungen. Mit über 20 Projekträumen weist Basel im Vergleich mit Stadtregionen ähnlicher Grösse eine hohe Dichte an Projekträumen auf.
Die Projekträume machen einen Teil der Basler Kultur und Kulturlandschaft aus und sind eine Alternative zu den lokalen Museen, so der Projektleiter der Abteilung Kultur Christoph Merian Stiftung, Christoph Meneghetti, im Magazin Shortcut: «Offspaces sind unabhängige Räume für zeitgenössische Kunst und ein wichtiger Faktor in der Basler Kunstszene.» Da in Basel die Galerien weniger präsent sind als in Zürich, tragen die hiesigen Projekträume viel zur Entwicklung und Sichtbarmachung von jungen Künstlern bei:

„In diesen Projekträumen leisten die Kunstschaffenden jene Aufbauarbeit selbst, die sonst eine Galerie übernimmt. Sie planen und richten die Ausstellung ein, sie gestalten und drucken Flyer, machen Werbung auf verschiedenen Kanälen, laden Sammler, Kuratoren und andere Künstler ein. Sie formen sich so das Netzwerk, das notwendig ist, um irgendwann von der Kunst leben zu können, um Karriere zu machen. In der Regel funktionieren Offspaces unkommerziell. Verkäufe werden, wenn, dann direkt über den Künstler getätigt.“

## Geschichte

### 1970–1980
1974 öffnete der Ausstellungsraum Klingental erstmals seine Pforten und zählt somit zu einem der ersten Offspaces Basels und der Schweiz.

„Die Geschichte des Ausstellungsraums Klingental begann im Jahr 1971. Damals beschloss der Kanton Basel-Stadt als Besitzer des Areals, die ehemaligen Militärküchen in der Kirche umzubauen und den Künstlern der «Ateliergenossenschaft Kaserne», die seit 1964 ihre Werkräume am selben Ort hatten, als Ausstellungsort zur Verfügung zu stellen. Dass es dann bis zur ersten Ausstellung drei Jahre dauerte, lag daran, dass dem Kanton plötzlich Schulräume fehlten: Kurzerhand zogen für ein paar Jahre Schüler des Schulhauses Bäumlihof in der Klingentalkirche ein – während ihr Schulhaus umgebaut wurde.“

### 1980–2000
1993 wurde mit den ehemaligen Fabrikationsräumen im Hinterhaus der Liegenschaft Mörsbergerstrasse 54 (M54) in Basel für die visarte region basel – Berufsverband visuelle Kunst, eine ideale Möglichkeit geschaffen, nebst den Verbandsgeschäften auch direkt als Kulturvermittlerin – mit dem Projektraum M54 – in Erscheinung zu treten. Seit Anfang 2000 realisiert eine eigens gegründete Ausstellungs-Kommission einen kontinuierlichen Projekt- und Ausstellungsbetrieb. Der Projektraum M54 beteiligt sich am regionalen Kunstprojekt 'Regionale' als teilnehmender Aussteller.
1994 wurde der Kaskadenkondensator im Werkraum Warteck pp gegründet.
1998 kamen der Hebel 121 hinzu, der seit dem einen regen Austausch mit internationalen Künstlern pflegt.

### 2000–2010
Seit 2001 existiert der kleinste Offspace Basels, das invitro von Niel Thaler.
Das fro, eine mobile Ausstellungsplattform, gab es mit Unterbrüchen von 2001 an bis 2015.
2002 bekam die französische Gemeinde Hégenheim, welche grad an Basel angrenzt, ihren eigenen unabhängigen Kunstraum mit der FABRIKculture.
Von 2004 bis 2008 betrieben Lena Eriksson mit Andrea Saemann, später mit Chris Regn den Kunstraum Lodypop, wo Übergänge zwischen Privatraum, Atelier, Galerie und Schaufenster bespielt wurden.
Die bblackboxx existiert seit 2007 und ist vor allem auf Grund ihrer Lage, neben dem Asylgefängnis der Stadt, ein besonderer Ort des Austauschs.
Nicht weit entfernt davon gründete 2007 Raphael Bottazzini das artachment, ein ehemaliges kleines Zollhaus, welches seither von verschiedenen Kuratoren bespielt wird.
2010 wurde das in Stuttgart gegründete Projekt deuxpiece in einem kleinen Ladenlokal an der Kannenfeldstrasse wiedereröffnet. Nach zwei Jahren an diesem Standort ist das Projekt nomadisch unterwegs und führt an unterschiedlichen Orten in Basel, Berlin und New York Projekte durch. Ebenfalls 2010 eröffnete das SALTS in Birsfelden.

### 2010–2020
Ab 2010 kamen immer mehr selbstverwaltete Ausstellungsräume hinzu. So entstanden 2010 die Ateliergemeinschaft Parzelle403, das ZIP und das DOCK Basel, welches nicht nur als Projektraum, sondern auch als Basel-bezogenes KünstlerInnen-Archiv fungiert. 2011 gründete sich die Schwarzwaldallee und das DEPOT Basel, damals noch auf dem Gelände des nt*/areals. Beide existierten bis 2017. Auch der Filter4 und das OSLO10  öffneten erstmals.
2012 wurde die Villa Renata zum Projektraum und es gründete sich das KünstlerInnen-KuratorInnen-Kollektiv Dr. Kuckucks Labrador, welches den Kaskadenkondensator als eigenständige Gruppe mitbespielt, aber auch je nach Event an anderen Orten tätig ist. Von 2012 bis 2015 kuratierte Françoise Theis die utengasse sechzig.
2013 eröffnete der Kunstraum Florenz und die Ateliergemeinschaft flatterschafft, welche auch einen Projektraum beherbergt. Die kunsthallekleinbasel entstand 2014 in dem Wohnzimmer der in Basel lebenden Kuratorin Jasmin Glaab. 2015 gründete sich der nomadisch-organisierte Offspace Deli Projects und der Projektraum des Institut Kunsts der HGK Basel Der Tank öffnete auch erstmals auf dem neuen Gelände des Dreispitz-Areals.
2014 lancierte Jasmin Glaab in einer bewohnten Erdgeschosswohnung im Kleinbasel die Artist-Run-Initiative kunsthallekleinbasel als kleinste Kunsthalle der Schweiz und veröffentlichte zwei Publikationen zu den ersten Ausstellungsserien 2014 und 2015.
Im Dezember 2015 wurde die Gruppenausstellung ∑ (sprich: Summe) mit über 20 Projekträumen Basels organisiert. Dafür schlossen sich die Projekträume erstmals für eine grössere Aktion zusammen, was eine erhöhte Aufmerksamkeit von Presse und Besuchern mit sich brachte und eine Gelegenheit bot, dass sich die unterschiedlichen Initiativen und Projekte über ihre Tätigkeiten und Ziele austauschen. Es fand eine Diskussionsrunde zum Thema "What’s in a name? Zur Lage des Projektraums" statt, zu der Manuel Wischnewski eingeladen wurde, Kurator des Berliner Projektraums Neue Berliner Räume und Autor des Pamphlets Vom Ende des Projektraums und Gabriel Flückiger, der zusammen mit Pablo Müller, Rachel Mader und weiteren beteiligt war am vom SNF geförderten Forschungsprojekt Off OffOff Of? Schweizer Kulturpolitik und Selbstorganisation in der Kunst seit 1980 an der Hochschule Luzern. Zu internen Diskussionsrunden mit dem Namen "Eintopf" wurden weitere Gäste aus dem Kulturbereich eingeladen wie Philippe Bischof, Guido Nussbaum und Rachel Mader.
2016 kamen drei neue Projekträume hinzu. Das 1.1, die FAQ Galerie und das Trikot, welches aber nur bis 2017 tätig war.
2017 beendeten gleich drei weitere Gruppen ihre Arbeit als Projektraum: Das OSLO10, das DEPOT Basel (welches weiter als Webprojekt existiert) und die Schwarzwaldallee.
Über die Tätigkeiten, Lokalitäten und Programmpunkte der Projekträume informierte von 2010 bis 2020 der Stadtführer A Roland for an Oliver, der einmal jährlich erschien und sowohl eine inhaltliche wie geographische Übersicht bot. Jetzt sind diese Informationen auf der Summe Webseite abrufbar.
2020 initiierte Peter Steinmann den space25, ein Treffpunkt für Kunstschaffende und Kunstinteressierte. space25 ist auch ein Verein zur Forderung von lokaler Kunst rund um Basel. Es werden vorwiegend Werke von zeitgenössischer Künstlerinnen und Künstler gezeigt, die ihren Arbeits- oder Lebensmittelpunkt in oder um Basel haben.
2020 eröffnete Giulietta.

### Seit 2020
2021 eröffneten die beiden Räume Mayday und Amore.

## Liste der Projekträume in Basel
Die Liste der Projekträume in Basel führt die Projekträume im Stadt- und Einzugsgebiet Basel auf.
Die Grenzlage der Stadt am Basler Dreiländereck und die kleinräumige Gliederung der Basler Region bringen es mit sich, dass zwar der Hauptteil der Basler Projekträume in der Stadt Basel und somit im Kanton Basel-Stadt ist; einige sind aber im Kanton Basel-Landschaft zu finden, und zur Basler Projektraumlandschaft können zudem Offspaces der Basler Agglomeration gerechnet werden, so diejenigen in den Nachbarstädten Hégenheim, Saint-Louis, Lörrach, und Weil am Rhein. Angesichts der kommunalen, regionalen und nationalen Verwaltungseinheiten, die hier aufeinandertreffen, sowie der übergelagerten Agglomeration gibt es keine eindeutig festlegbare Anzahl von Basler Projekträumen.

### Liste der aktiven Projekträume
| Projektraum                          | Aktivität | Seit | Standort                                                                  | Abbildung |
| ------------------------------------ | --- | ---- | ------------------------------------------------------------------------- | --------- |
| Amore                                | zeitgenössische Kunst, Wechselausstellungen, diverse Events                                                      | 2021 | Sperrstrasse 2, 4057 Basel                                                |           |
| artachment                           | zeitgenössische Kunst, Wechselausstellungen, diverse Events (wechselnde Kuratoren, derzeit Institut Kunst Basel) | 2007 | Hochbergerstrasse 160 (Ex-Zollhaus), Basel                                |           |
| Ausstellungsraum Klingental          | zeitgenössische Kunst, Wechselausstellungen, diverse Events                                                      | 1974 | Kasernenstrasse 23, Basel                                                 |           |
| BelleVue                             | zeitgenössische Fotografie, Wechselausstellungen                                                                 | 2012 | Breisacherstrasse 50 (im Hinterhof), Basel                                |           |
| Deli Projects                        | zeitgenössische Kunst, Wechselausstellungen, Konzerte                                                            | 2015 | verschiedene Orte (nomadisch)                                             |           |
| DEPOT Basel = ONLINE DEPOT           | Website mit zeitgenössischem Design, Auseinandersetzungen im Internet mit Design (ehemals Projektraum)           | 2011 | seit 2017 nur noch im Web, davor Voltastrasse 43, Basel                   |           |
| Der TANK                             | zeitgenössische Kunst, Wechselausstellungen, digitaler Kunstraum (Ausstellungsraum des Institut Kunst)           | 2015 | Freilager Platz 13, Münchenstein                                          |           |
| deuxpiece                            | zeitgenössische Kunst, Wechselausstellungen, diverse Events                                                      | 2009 | verschiedene Orte (nomadisch), Kollaborationen in Basel, Berlin, New York |           |
| DOCK                                 | zeitgenössische Kunst, lokales KünsterInnen-Archiv, Wechselausstellungen, diverse Events                         | 2010 | Klybeckstrasse 29, Basel                                                  |           |
| FABRIKculture                        | zeitgenössische Kunst, Wechselausstellungen, diverse Events                                                      | 2002 | 60, rue de Bâle Hegenheim                                                 |           |
| FAQ Galerie                          | Zeitgenössische Kunst, Wechselausstellungen                                                                      | 2016 | St. Johanns-Ring 133                                                      |           |
| Hebel_121                            | zeitgenössische Kunst, Wechselausstellungen                                                                      | 1998 | Hebelstrasse 121, Basel                                                   |           |
| invitro                              | zeitgenössische Kunst, Wechselausstellungen                                                                      | 2001 | Gerbergasse 24, Basel                                                     |           |
| iwbfilter4                           | zeitgenössische Kunst, Wechselausstellungen                                                                      | 2011 | Reservoirstrasse Basel                                                    |           |
| Kaskadenkondensator                  | zeitgenössische experimentelle Kunst, Performance, Wechselausstellungen, diverse Events, Konzerte                | 1994 | Burgweg 15, Basel                                                         |           |
| Klappfon                             | zeitgenössische Musik, Jazz, Freie Improvisation, Soundart und Noise                                             | 2004 | verschiedene Orte (nomadisch)                                             |           |
| kunsthallekleinbasel                 | zeitgenössische Kunst, Performances, Wechselausstellungen, Konzerte, Gespräche, diverse Events                   | 2014 | verschiedene Orte (Sperrstrasse 7, Basel)                                 |           |
| lotsremark Projekte                  | zeitgenössische Kunst, Wechselausstellungen                                                                      | 2012 | Klybeckstrasse 170, Basel                                                 |           |
| Parzelle403                          | zeitgenössisches Design, Wechselausstellungen, diverse Events                                                    | 2010 | Unterer Heuberg 21, Basel                                                 |           |
| Pataphysisches Institut Basel        | zeitgenössische Kunst, Pataphysik, Bustouren, diverse Events, Konzerte                                           |      | Socinstrasse 7, Basel                                                     |           |
| Projektraum M54 visarte region basel | Ausstellungen von Mitgliedern, zeitgenössische Kunst, Wechselausstellungen                                       | 1993 | Mörsbergerstrasse 54, Basel                                               |           |
| SALTS                                | zeitgenössische Kunst, Wechselausstellungen                                                                      | 2009 | Hauptstrasse 12, Birsfelden                                               |           |
| space25                              | lokale Künstlerinnen und Künstler, zeitgenössische Kunst                                                         | 2020 | Rebgasse 25, Basel                                                        |           |
| Sure*tu                              | zeitgenössische Kunst, Events, Theater, Workshops ehemals: bblackboxx                                            | 2019 | Freiburgerstrasse 36, Basel                                               |           |
| The Kitchen Aufderhoehe              | Ausstellungen und Events in der Wohnung der Kuratoren                                                            | 2013 | Auf der Höhe 12, Arlesheim                                                |           |
| Villa Renata                         | zeitgenössische Kunst, Wechselausstellungen, diverse Events, Konzerte                                            | 2012 | Socinstrasse 16, Basel                                                    |           |
| Voltage                              | zeitgenössische Kunst, Wechselausstellungen, diverse Events, Konzerte                                            | 2017 | Mülhauserstrasse 48, Basel                                                |           |
| White Frame                          | zeitgenössische Kunst, Wechselausstellungen                                                                      | 2011 | verschiedene Orte (nomadisch)                                             |           |
| ZIP                                  | zeitgenössische Kunst, Wechselausstellungen                                                                      | 2010 | Wettsteinallee 71, Basel                                                  |           |
| 1.1                                  | zeitgenössische Kunst, Wechselausstellungen, diverse Events                                                      | 2016 | Reinacherstraase 105, Basel                                               |           |

### Liste der nicht mehr aktiven Projekträume
| Dr. Kuckucks Labrador            | zeitgenössische Kunst, Projekte, diverse Events, Wechselausstellungen, Konzerte               | 2012 – 2019 | verschiedene Orte (nomadisch)  |  | BIKINI | zeitgenössische Kunst, Wechselausstellungen, diverse Events (Gruppe übernahm Schwarzwaldallee) | 2017 – 2019 | Voltastrasse 41, Basel |  |
| Atelierhaus Klingental, Raum 103 | zeitgenössische Kunst, Wechselausstellungen, diverse Events                                   | 2017 – 2018 | Kasernenstrasse 23, Basel      |  |        |                                                                                                |             |                        |  |
| Trikot                           | zeitgenössische Kunst, Wechselausstellungen, diverse Events                                   | 2016 – 2017 | Haltingerstrasse 13, Basel     |  |        |                                                                                                |             |                        |  |
| flatterschafft                   | zeitgenössische Kunst, Wechselausstellungen, Konzerte, diverse Events                         | 2013 – 2018 | Solothurnerstrasse 4, Basel    |  |        |                                                                                                |             |                        |  |
| Kunstraum Florenz                | zeitgenössische Kunst, Wechselausstellungen                                                   | 2013 – 2016 | Florenz-Strasse 1e, Basel      |  |        |                                                                                                |             |                        |  |
| utengasse sechzig                | zeitgenössische Kunst / Wechselausstellungen / diverse Events                                 | 2012 – 2015 | Utengasse 60, Basel            |  |        |                                                                                                |             |                        |  |
| Schwarzwaldallee                 | zeitgenössische Kunst / Wechselausstellungen / diverse Events                                 | 2011 – 2017 | Voltastrasse 41, Basel         |  |        |                                                                                                |             |                        |  |
| OSLO10                           | zeitgenössisches Design / Wechselausstellungen / diverse Events auch mit dem Austauschatelier | 2011 – 2017 | Oslostrasse 10, Münchenstein   |  |        |                                                                                                |             |                        |  |
| DEPOT Basel                      | zeitgenössisches Design / Wechselausstellungen / diverse Events                               | 2011 – 2017 | Voltastrasse 43, Basel         |  |        |                                                                                                |             |                        |  |
| New Jerseyy                      | zeitgenössische Kunst / Wechselausstellungen / diverse Events                                 | 2008 – 2013 | Hüningerstrasse 18, Basel      |  |        |                                                                                                |             |                        |  |
| bblackboxx                       | zeitgenössische Kunst, Events, Theater, Workshops; jetzt: Sur*tu                              | 2007 – 2018 | Freiburgerstrasse 36, Basel    |  |        |                                                                                                |             |                        |  |
| Lodypop                          | zeitgenössische Kunst / performative Settings / Wechselausstellungen / diverse Events         | 2004 – 2008 | St. Johanns-Vorstadt 72, Basel |  |        |                                                                                                |             |                        |  |
| fro                              | zeitgenössische Kunst / Wechselausstellungen                                                  | 2001 – 2015 | verschiedene Orte              |  |        |                                                                                                |             |                        |  |